# Psapharochrus lotor
Psapharochrus lotor är en skalbaggsart som först beskrevs av White 1855.  Psapharochrus lotor ingår i släktet Psapharochrus och familjen långhorningar. Inga underarter finns listade i Catalogue of Life.